# جزيرة باراديس
جزيرة باراديس هي جزيرة تقع في جزر الباهاماس.